# Michael Maleïnos
Michael Maleïnos (Taufname Manuel) (* um 894 in Charsianon; † 12. Juli 961  ebenda) war ein byzantinischer Mönch und Gründer des Kyminas-Klosters auf dem Berg Kyminas (Olymp von Mysien) in Bithynien (dem heutigen Uludağ). Er zählt zu den byzantinischen Heiligen.

## Leben
Geboren wurde er als Manuel Maleinos. Seine Eltern waren Eudokimus Maleinos und Anastaso Adralestina. Sein Neffe war Nikephoros II. Phokas, der nach Michaels Tod byzantinischer Kaiser wurde. 
Seine Jugend verbrachte er am Hof von Leo VI., der ein Verwandter war, wo er auch den Titel eines Spatharokandidatos erhielt.
912 trat er in ein Kloster ein, das im Gebirge in der Nähe des Flusses Gallos und am Fuße des Kyminas lag. Nach dem Tod des Vaters überließ er seinen umfangreichen irdischen Besitz seinem Bruder Konstantin. Später führte er ein Einsiedlerleben, bis er 921 etwa 10–15 km nördlich des Kyminas eine Einsiedelei gründete, die sich zu einer Laura entwickelte. Als die Zahl seiner Anhänger wuchs, kehrte er auf den Kyminas zurück und gründete eine größere Laura. 
Um 952 weihte er Abraamios unter dem Namen Athanasios zum Mönch. Auf diesen, wie auch auf seinen Neffen Nikephoros II. Phokas, hatte er großen Einfluss.

## Nachleben
Seine Vita wurde von einem Mönch Theophanes geschrieben, möglicherweise einem Schüler und Gefährten des Michael.